# Dornier Do X
O Dornier Do X, em língua alemã também referido como "Flugschiff" ("Barco Voador") foi um hidroavião alemão. Foi o maior, mais pesado e poderoso de seu tipo fabricado, tendo sido produzidas apenas 3 unidades.

## História
Foi concebido pelo projetista alemão Claudius Dornier, que já havia projetado o bem-sucedido Dornier J Wal. Principiado no início da década de 1920, o primeiro exemplar foi concluído em meados de 1929, tendo realizado o primeiro voo em 12 de julho, com sucesso.
A sua fabricação foi financiada pelo governo alemão. Para contornar as imposições do Tratado de Versalhes (1919) que proibia a Alemanha de fabricar aeronaves, foi fabricado no lago de Constança na Suíça.
Esteve nos Açores, onde amerissou na baía da Horta (1929) e no Brasil (1931), país que visitou numa estratégia de propaganda do fabricante.
Embora popular com o público, a falta de interesse comercial, o grande consumo de combustível, algumas deficiências no projeto e uma série de acidentes não fatais, levaram à descontinuidade da produção.
Das três unidades produzidas, duas (X2 e X3) foram vendidos para a Itália, onde foram batizados como "Umberto Maddalena" (X2) e "Alessandro Guidoni" (X3). Nesse país tiveram uso militar pela Regia Aeronautica e, mais tarde, cogitou-se a possibilidade de a "Societá Anonima Navigazione Aerea" (SANA) utilizá-los para o transporte de passageiros. Não se conhece ao certo qual o destino final destas aeronaves.
O X1 (D-1929), que permaneceu na Alemanha, foi colocado em exposição no Deutsches Technikmuseum em Berlim.
Em 1943, durante os bombardeios aéreos aliados a Berlim, no contexto da Segunda Guerra Mundial, este museu foi atingido, perdendo-se este exemplar.
|  |  |

## Características

Três vistas.

A aeronave tinha 41 metros de comprimento por 48 metros de envergadura e 10 metros de altura. Possuía doze motores radiais Bristol Jupiter, fabricados sob licença pela Siemens, com 524 HP cada um, montados em tandem em seis naceles duplas, tendo, assim, seis hélices tratoras e seis hélices impulsoras. A fuselagem era em duralumínio, e as asas, com uma superfície de 450 metros quadrados, possuíam estrutura em alumínio e aço, revestidas em tela pintada em cor alumínio. O peso máximo de descolagem era de 56 toneladas, e a velocidade de cruzeiro era de 109 MPH.
Tinha capacidade para 66 passageiros com todo o conforto, em voos transoceânicos, ou até 100, em distâncias mais curtas.
Tendo os primeiros voos demonstrado que os motores Jupiter, refrigerados a ar, tendiam a superaquecer e não conseguiam erguer a aeronave além de 1.400 pés em velocidade de cruzeiro, altitude insuficiente para realizar voos através do oceano Atlântico, a partir de 1930, a Dornier substituiu-os por 12 motores americanos "Curtiss Conqueror", de 12 cilindros em "V" e refrigerados a líquido, eliminando assim os problemas de superaquecimento. Com 610 HP cada um, esses motores podiam fazer o avião alçar-se a 1650 pés, suficiente para cruzar o Atlântico com segurança.

## Galeria

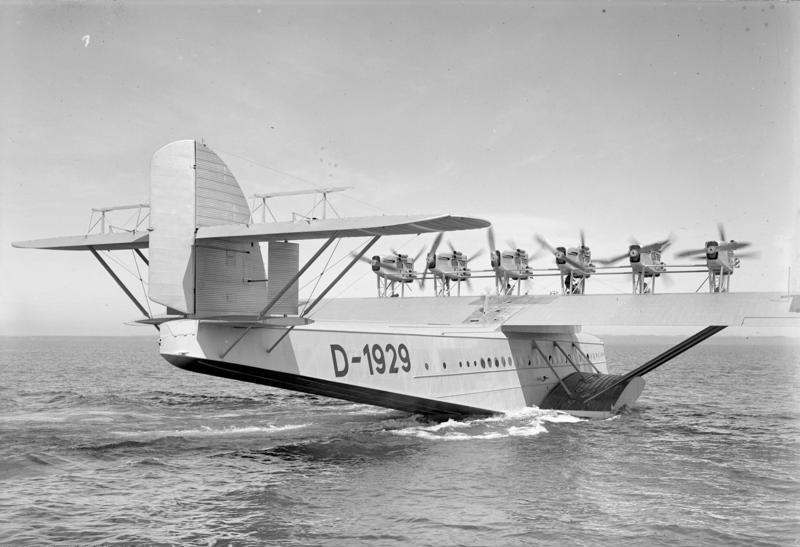
Dornier Do-X no porto de Amsterdã…
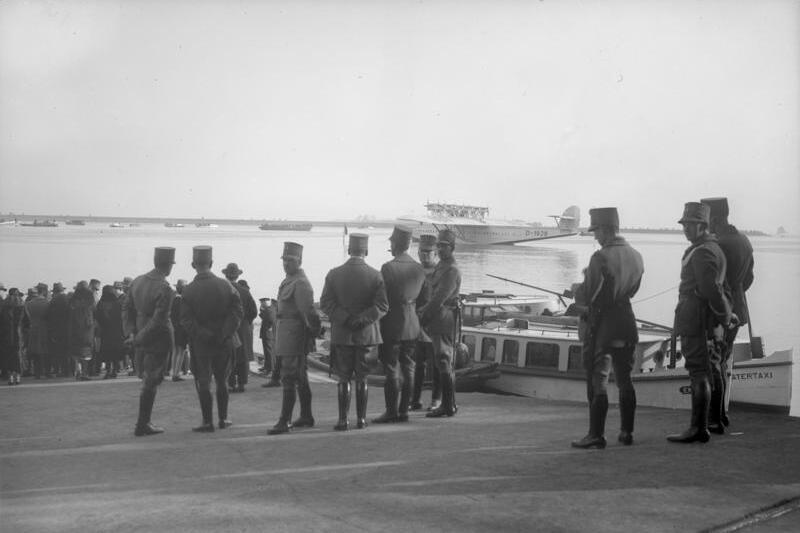
…em Novembro de 1930.
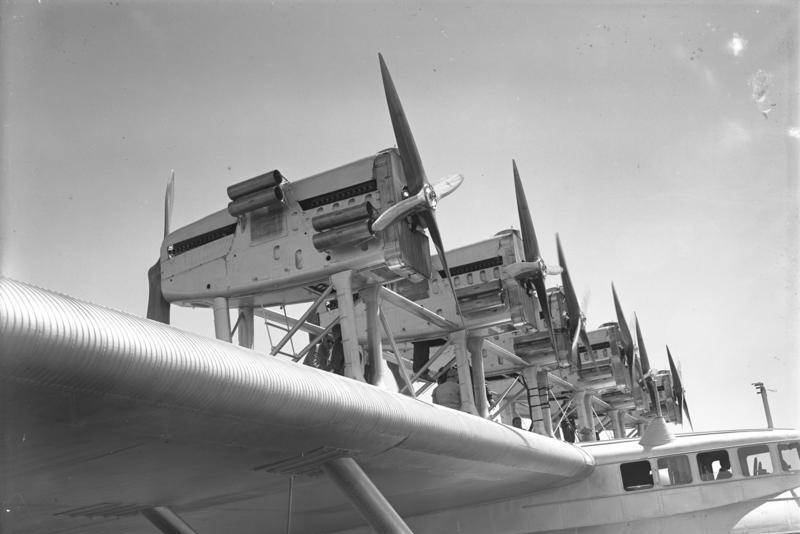
Os seus doze motores Curtiss Conqueror de 610 Cv.
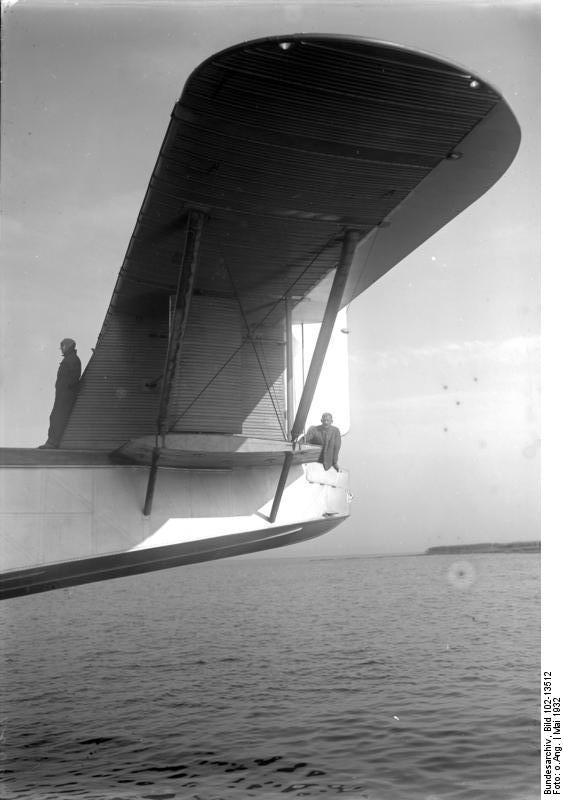
Detalhe da cauda.
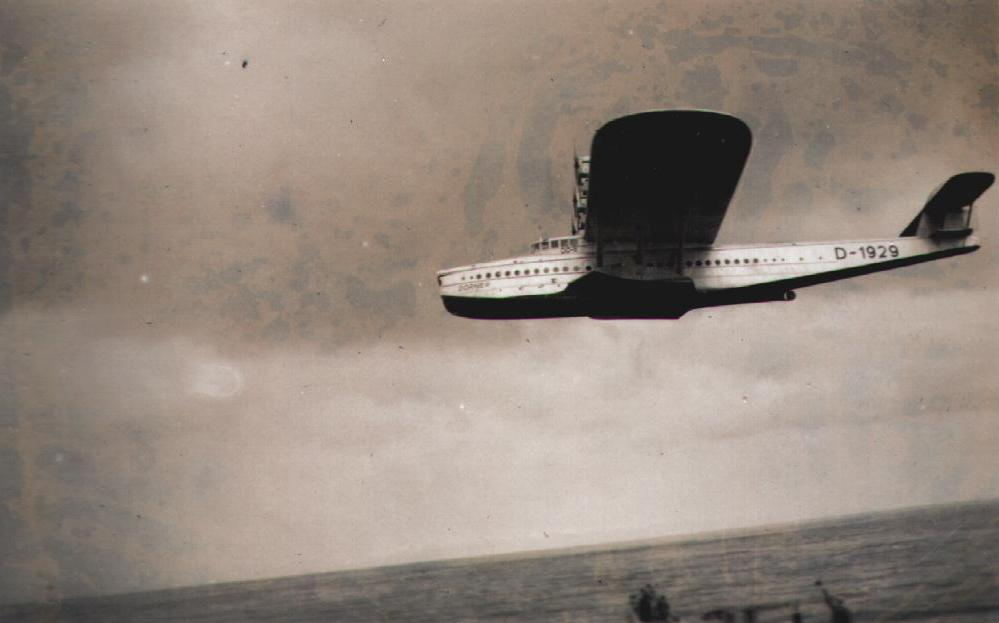
Do X sobrevoando a costa do Báltico em 1930.
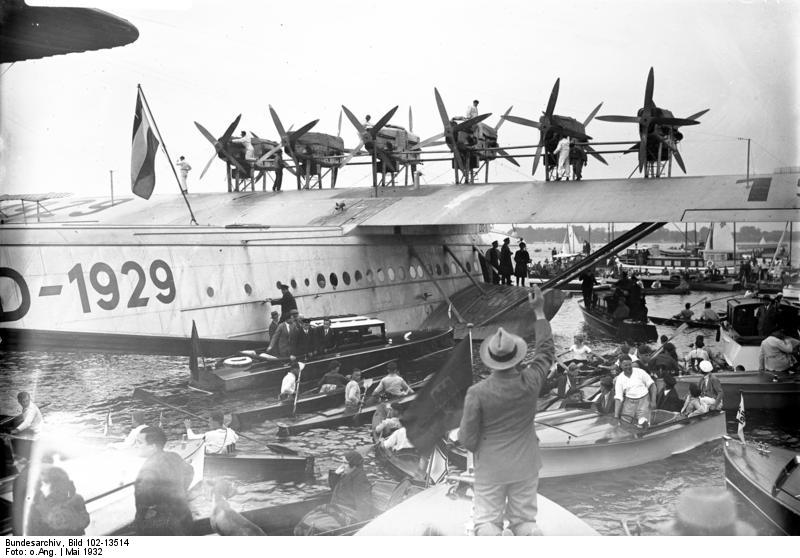
Desembarcando no lago Müggelsee (Berlim) em Maio de 1932.
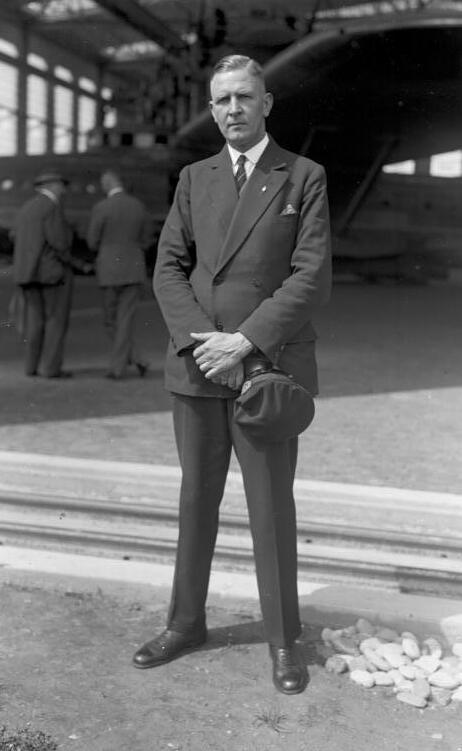
O piloto de testes Richard Wagner. No hangar pode se ver o Do X 1.
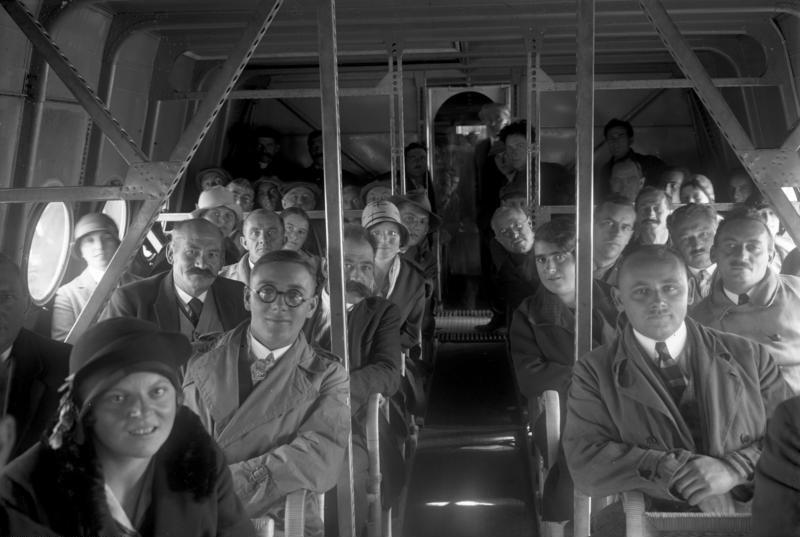
Acomodações dos passageiros.
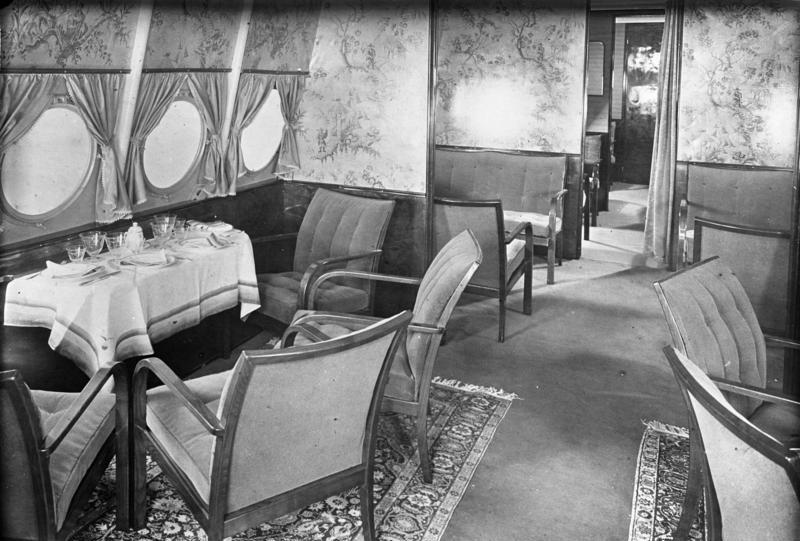
Luxuoso interior de um Do X.
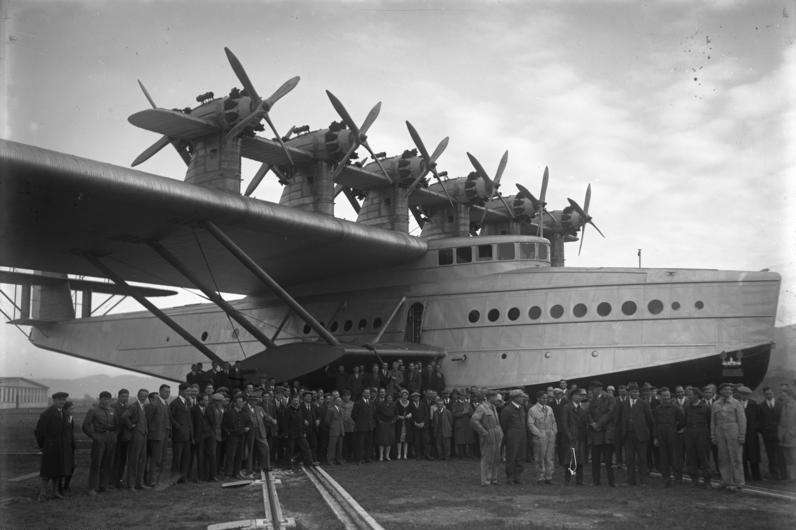
Foto dos passageiros que o Do x transportou em Outubro de 1930.
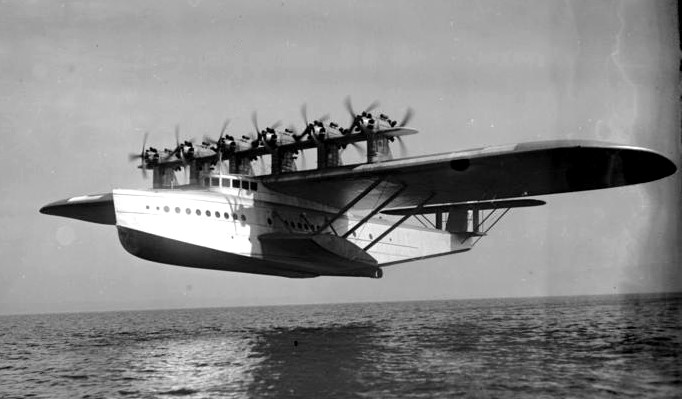
Do X italiano Umberto Maddalena em Janeiro de 1932.
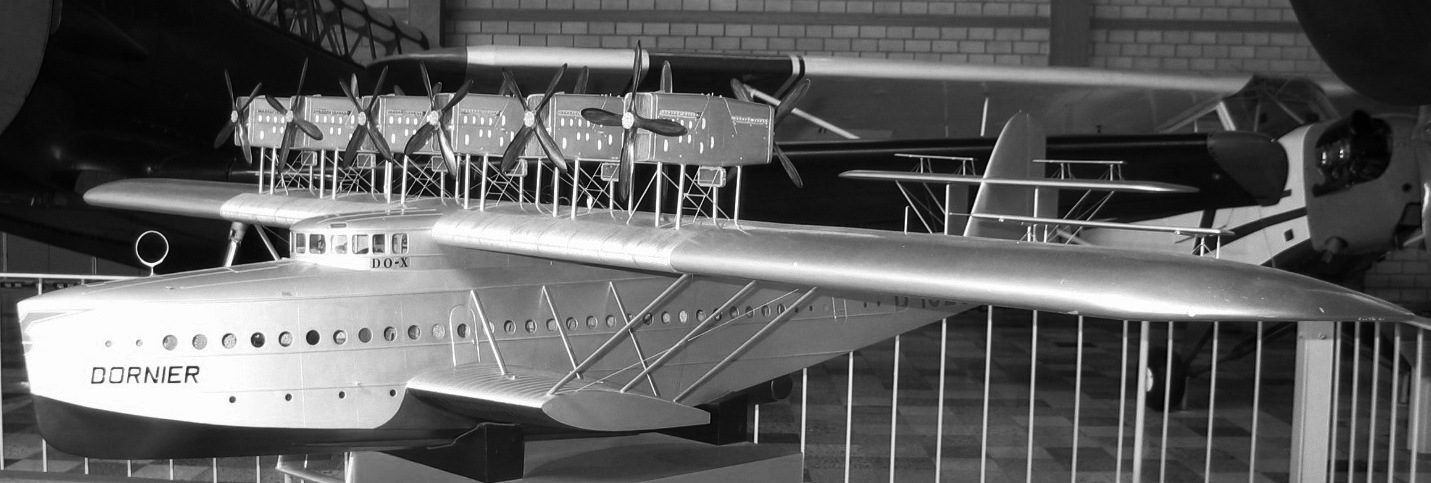
Modelo do Do X.